# Top Gun: Hard Lock
Top Gun: Hard Lock est un jeu vidéo de combat aérien développé par Headstrong Games et édité par 505 Games, sorti en 2012 sur Windows, PlayStation 3 et Xbox 360.

## Accueil
- Jeuxvideo.com : 9/20[1]